# Johnny Giles
Michael John Giles (* 6. listopadu 1940) je bývalý irský fotbalista a trenér, poté co v roce 1985 ukončil trenérskou kariéru, působil Giles v letech 1986 A6 2016 jako zápasový analytik na televizním kanálu RTÉ Sport. V roce 1972 byl nominován na Zlatý míč. V roce 2004 byl zvolen za Irsko do UEFA Jubilee 52 Golden Players. 
Hrál za Manchester United. Od roku 1963 hrál za Leeds United, kde hrál v záloze s kapitánem Billy Bremnerem.